# Daisy Betts
Pour les articles homonymes, voir Betts.
Daisy Betts est une actrice australienne, née le 1er février 1982 à Sydney (Australie). Elle est surtout connue pour son rôle de Grace Shepard dans Last Resort, et Rebecca Jones dans Chicago Fire.

## Biographie
Daisy Betts a étudié le commerce et la psychologie avant de décider de poursuivre une carrière d'actrice. 
Daisy Betts commence sa carrière en 2006 dans le téléfilm Small Claims : The Reunion. 
En 2007, elle démarre sur le petit écran dans la série Sea Patrol, où elle reste jusqu'en 2011, même si elle apparaît dans d'autres séries le temps d'un ou plusieurs épisodes.
En 2008, elle fait ses premiers pas au cinéma avec Spirits de Masayuki Ochiai.
Entre 2012 et 2013 elle tient le rôle du Lieutenant Grace Shepard dans la série Last Resort. En 2014, elle joue dans plusieurs épisodes de Chicago Fire. 
En 2015, elle obtient le rôle de Ginny dans The Player, mais la série est annulée après une courte saison. On la retrouve dans un épisode de Castle et dans la mini-série Childhood's End.
En 2024, elle obtient le rôle de Helen Smallbone dans Unsung Hero.

## Filmographie

### Cinéma
- 2008 : Spirits (Shutter) de Masayuki Ochiai : Natasha
- 2010 : Caught Inside d'Adam Blaiklock : Sam
- 2024 : Unsung Hero de Richard L. Ramsey et Joel Smallbone : Helen Smallbone

### Courts métrages
- 2015 : The Recruit de David Rosenbaum : Felix Verlin

## Télévision

### Séries télévisées
- 2007 - 2011 : Sea Patrol : Sally Blake
- 2008 : All Saints : Jennifer Constable
- 2008 : Out of the Blue :
- 2010 : Persons Unknown : Janet Cooper
- 2011 : East West 101 : Une journaliste TV
- 2011 : La Loi selon Harry (Harry's Law) : Bethany Sanders
- 2012 - 2013 : Last Resort : Lieutenant Grace Shepard
- 2014 : Chicago Fire : Rebecca Jones
- 2015 : The Player : Ginny
- 2015 : Castle : A.J. / Assassin
- 2015 : Childhood's End : Les Enfants d'Icare : Ellie Stormgren
- 2017 : Girlfriends' Guide to Divorce : Gemma (4 épisodes)

### Téléfilms
- 2006 : Small Claims : The Reunion de Tony Tilse : Amber
- 2011 : Georgetown de Mark Piznarski : Samantha 'Sam' Whitman